# Традиционни багрила
Традиционните багрила са естествени багрила, използвани за оцветяване (т.нар. багрене) на текстилни материали. Багрилата са с различен произход – растителен, животински или минерален, но са достъпни в природата.
Багрилата с растителен произход се извличат от треви, цветя, зеленчуци, плодове, дървета и от точно определени техни части (корени, кора, клончета, листа, цветове, семена, плодове). Известни са и багрила, които са набавяни по търговски път – индиго (синило), бакум, коркум, фернамбук и др.
От багрилата с животински произход най-често използвани в домашното боядисване са кармъз, кошенил и сепия.
Минералните бои се извличат от почвата. За оцветяване на текстилни материали народът е приспособил и някои други вещества, като например вар, сажди, пепел и др.
Естествените багрила се използват главно за оцветяване на вълна поради сравнително старинната ѝ и широка употреба в традиционните тъкани, шевици и плетива. Много от багрилата за вълна са приспособени и за багренето на коприна поради еднаквостта на произхода. Конопът и ленът в миналото се употребявали предимно в естествения си цвят. Малък е броят на естествените багрила за памук поради късното му навлизане в домашното текстилно производство.

## Технология
По българските земи са известни много начини за извличане на багрилното вещество от естествените суровини. Същността им се свежда главно до разтваряне във вода и по-рядко в друга течност, от където ги поемат текстилните влакна. За по-голямо разнообразие на цветната гама и за по-богата тоналност и устойчивост на багрите се прилагат и твърде сложни и продължителни процедури, някои от които доста примитивни, но с добри резултати. Така например за постигане на едни от най-трайните и наситени кафяви, сини или черни тонове е необходимо продължително, равномерно нагряване, за което се използва слънчева топлина, тази на гниеща тор или греене на открито огнище, и то продължително време – дни, дори и седмица.
За закрепител на цветовете народът употребява най-често материали с друго предназначение като точилна кал, ковашка сгур, тригия от винените кали, плодове и зеленчукови сокове, пепел от царевични кочани или овесена слама. Едва в по-ново време те биват заменени с доставяните от пазара стипца, зелен и син камък. Тези закрепители се използват и за нюансиране на цветовете (стипцата придава светъл оттенък, железните съединения – тъмен, а медните – сребърен).
Подготовката за добиване на желания цвят започва още със събирането на растенията. За целта се избира периодът, в който пигментът им е най-интензивен – по време на пълен цъфтеж, на пролетно разлистване или есенно пожълтяване, при полузреене или презряване и т.н (за наситен зелен цвят се използват сочните зелени листа на пипера, а за жълт – пожълтелите листа през есента).
С цел по-бързо и леко освобождаване на багрилното вещество растенията се употребяват пресни. Те се използват във вида, в който се намират в природата, но се практикувало и предварително ситно кълцане и счукване, киснене или дори ферментиране. Най-често използваният вариант за извличане на пигмента – няколкочасово изваряване на растенията във вода – съществува в няколко варианта.
За правилното протичане на процеса дори се предявяват специални изисквания относно материала на съдовете – дървени или глинени (за предварителното киснене), медни (за варенето), за свойствата на водата и т.н. По различни начини се практикува и закрепването на цвета (предварително потопяване в стипцосан разтвор; прибавяне на закрепителя по време на багренето или след приключването и др.).
Багренето завършва с изпиране в чиста вода и дори изтупване, за да паднат останалите по текстилните влакна части от багрилоносния материал, тъй като те биха причинили допълнително боядисване или прошарване. След това тъканите се изсушават на умерена светлина.
За получаване на някои специални нюанси се прилага и верижно багрене, като веднъж оцветеният материал, още мокър или изсушен, се вари отново в друг разтвор (зелен цвят се получава като вълната най-напред се боядисва жълта в отвара от корени от лапад и след това се натопява в синило). Багренето със смесена отвара от няколко растения добива по-широко приложение в по-ново време с оглед задоволяване на все по-изискания и чувствителен вкус на съвременния човек към цветовете.
Оцветяването с бои от животински произход се извършва при почти същите условия, при които става и багренето с растителни (за боядисване с кармъз (малки буболечки) се приготвя отвара и предварително стипцосаният материал се вари няколко часа).
Боядисването с минерални багрила се отличава с голяма примитивност. Някъде топят платовете в крайречните мочури, почвата на които има свойството да багри черно.
За използване на вещества с друго предназначение народът е изработил начини, при чието приложение се постигат желаните крайни резултати (с вар се багри в жълто-кафяв цвят памучна прежда чрез поредно потопяване в разтвора и сушене).
Независимо от примитивността на прилаганите начини при багрене с естествени багрила получените цветове са с явни предимства пред добитите от изкуствни, синтетични бои. Получените тонове се отличават с мекота и дълбочина, а при дълга употреба придобиват патина, която ги прави още по-приятни. Те са извънредно трайни и издръжливи, понасят дори химическо чистене, без да изгубят блясъка си.
Съвременните ботанически проучвания показват, че по-добрият художествен ефект на цветовете, добити от естествени материали, се дължи на сложния състав на багрилното вещество, което взема участие при боядисването с естествени багрила, докато при използването на синтетични бои се работи с химически чисти вещества. Интерес представляват и широко прилаганите рецепти за боядисване на текстилни материали с естествени багрила. Всеки от основните цветове се явява в много нюанси в зависимост от багрилоносния материал, времетраенето на процеса, вида на закрепителя и т.н.

### Жълт цвят
Жълт цвят се получава от цвят на млечок, кори на киселица, листа или стъбла на сърпец, пожълтели есенни листа на черница и пипер, листа на праскова и кайсия, цветове на жълта лайка, корени на лапад, цветове или стъбла на вратика, листа и стъбла на кукуряк, цветове на жилавика, камшица и лютиче, клончета от смрека, люспи на кромид лук, корени и клонки на смрадлика (главно за памук)
Рецепта:
На една ока прежда или плат се стопяван 150 драми стипца и във водата се натопява и стипцосва преждата. В тази вода се нарежда един ред жълт млечоков цвят и един ред прежда, после пак докато се нареди всичката прежда и отгоре се слага един слой цвят. Съдът с преждата или платът се слага на огъня и ври един час. След това се изважда и се оставя да изстине 4-5 часа. После пак се слага да се топли и като се извади се слага в корито, насява се с пепел и се залива с водата, в която е вряла преждата или платът. Като постои в тази смес, изважда се, изпира се добре в студена вода и се изсушава. (Трявна)

### Червен цвят
Червен цвят в различни нюанси се получава от корени на брош, цветове от риган и мушкато, сухи жълти листа от киселица, лишей от камениче, кармъз, кошенил (малко насекомо) и др.
Рецепта:
Вземат се по 6драми калай за всяка ока, 50 драми кезап и 50 драми вода, с която се угасва кезапа. Калаят се топи и се капе на тава и после се реже, мие и пуска в кезапа, който се стопява. После преждата се стипцосва във вода, в която се разтопява по 25 драми стипца на всяка ока прежда или плат. Взема се на всяка ока прежда или плат по 30 драми кармъз, който се счуква, пресява се и се слага да ври във вода. Водата трябва да бъде толкова, колкото да се покрие преждата като се натисне. Кармъзът се вари докато се скрие пяната. След това се слагат 30 драми счукана тригия на всяка ока прежда или плат, налива се стопеният в кезапа калай и след като се разбърка добре, преждата се слага в котела и се вари докато попие всичката боя и водата стане бистра. После се изважда, изпира се със студена вода и се изсушава. (Габрово)

### Кафяв цвят
Кафяв цвят се получава от зелените черупки от плода на ореха, кори на глог, листа от дюли и мушмула, корени на здравец, клончета от синя слива и др.

### Зелен цвят
Зелен цвят се получава от цветове и листа на сърпец, стъбла и листа от коприва, кори от млад дъб, клончета на зеленика, листа от чемерика, мъх или листа и стъбла на зелениче.
Рецепта:
На всяка ока прежда или плат се вземат по 4 драми синило и по 12 драми ветрион. Синилото се счуква на прах и се сипва във ветриона. Разбърква се добре, докато се стопи и се оставя да стои 1-2 дни.
Приготвя се жълтилка от млечоков жълт цвят и се сварява във вода докато стане жълта.
За да бъде зеленото по-тъмно, водата се стопля, докато стане хладка, в нея се сипват синилото и ветриона и преждата се бърка добре докато заври водата. След това се изважда от този котел и се потопява в жълтилката, в която трябва да ври няколко часа, докато преждата стане зелена. Котелът се снема от огъня и се оставя на страна да изстине, след което преждата се изважда, изцежда се, изпира се в студена вода и се изсушава. (Габрово)

### Син цвят
Синият цвят се получава най-често от синило (индиго) в кюпове – предварително разтопяване на багрилото при бавно загряване и потопяване на текстилния материал в разтвора.
Рецепта:
Боядисва се по същия начин както и зеленото, но се слагат по 6 драми синило и по 18 драми ветрион, в които се стопява синилото. (Габрово)

### Черен цвят
Черен цвят се получава от кори на смрадлика, мъждрян и елша, стъбла и листа от бабук и лютивец, сажди и др.
Рецепта:
На една ока прежда или плат се вземат 50 драми бакамена боя, която е като черна смола, счуква се добре на дребно и се слага да ври в съд с вода, докато се стопи добре. След това се вземат 40-50 драми син камък и като се счука добре на дребно, слага се да ври в друг съд с вода. Най-напред преждата се потопява във водата, в която е разтопен синият камък, вари се малко и после се изважда. След това в същия съд се налива и водата, в която е разтопен бакамът и като се разбърква добре сместа, се натопява преждата и се вари до четвърт час, като се бърка добре. Накрая се изважда, изпира се и се изсушава.